# Deutsche Nationaldenkmäler im Deutschen Kaiserreich
Viele deutsche Nationaldenkmäler des 19. Jahrhunderts entstanden nach der deutschen Reichsgründung 1871. Zum Teil waren sie aber bereits zuvor geplant worden. Eine einheitliche Symbolik für die Nation konnte sich dabei nicht durchsetzen. Oft handelt es sich um Kriegsdenkmäler oder Herrscherdarstellungen, und oft stellen sie die Reichsgründung als Abschlusspunkt eines langen historischen Prozesses dar.

## Definition
Es gestaltet sich schwierig, ein Denkmal als deutsches Nationaldenkmal zu klassifizieren. Schon Zeitgenossen sprachen von einer „Denkmalwut“ oder „Denkmalpest“, was eine Inflation des Begriffs „Nationaldenkmal“ bewirkte.
Der Historiker Michael Klein spricht von einem deutschen Nationaldenkmal, wenn ein Denkmal den Anspruch hat, ein Nationaldenkmal zu sein, und es durch die Öffentlichkeit als solches akzeptiert wurde. Weiterhin sollte es durch den Reichstag zu einem förmlichen Beschluss der Finanzierung gekommen sein und ein „inhaltlicher“ Entscheidungsanspruch des Kaisers sollte vorhanden sein. Demnach können nach Michael Klein folgende acht Monumente diese Bezeichnung tragen:
| Name                                           | Ort                | Land | Höhe    | Dargestellte Person      | Einweihung    | Bild |
| ---------------------------------------------- | ------------------ | ---- | ------- | ------------------------ | ------------- | ---- |
| Hermannsdenkmal                                | Detmold            | NW   | 53,46 m | Cheruskerfürst Arminius  | 16. Aug. 1875 |      |
| Niederwalddenkmal                              | Rüdesheim am Rhein | HE   | 38,18 m | Personifikation Germania | 28. Sep. 1883 |      |
| Kaiser-Wilhelm-Denkmal auf dem Kyffhäuser      | Kyffhäuserland     | TH   | 81,00 m | Kaiser Wilhelm I.        | 18. Juni 1896 |      |
| Kaiser-Wilhelm-Denkmal an der Porta Westfalica | Porta Westfalica   | NW   | 88,00 m | Kaiser Wilhelm I.        | 18. Okt. 1896 |      |
| Kaiser-Wilhelm-Nationaldenkmal                 | Berlin             | BE   | 21,00 m | Kaiser Wilhelm I.        | 22. März 1897 |      |
| Kaiser-Wilhelm-Denkmal am Deutschen Eck        | Koblenz            | RP   | 44,00 m | Kaiser Wilhelm I.        | 31. Aug. 1897 |      |
| Kaiser-Wilhelm-Denkmal auf der Hohensyburg     | Dortmund           | NW   | 34,00 m | Kaiser Wilhelm I.        | 30. Juni 1902 |      |
| Völkerschlachtdenkmal                          | Leipzig            | SN   | 91,00 m | –                        | 18. Okt. 1913 |      |

Weiterhin zählt er einige Partikulardenkmäler dazu, die einen nationalen Anspruch für sich einnehmen. Die Initiatoren dieser Denkmäler wollten so den Vorwurf des Partikularismus innerhalb der eigenen und der gesamtdeutschen Öffentlichkeit vermeiden, obwohl man offensichtlich den eigenen Territorialstaat ehren wollte. Eine Besonderheit stellen zudem die Bismarckdenkmäler dar. Sie bildeten im Kaiserreich die größte Gruppe von Personendenkmälern.
Thomas Nipperdey erklärte: „Nationaldenkmal ist, was als Nationaldenkmal gilt“. Die daraus resultierende hohe Anzahl an Denkmälern teilte er in verschiedene Idealtypen ein:
- National-monarchisches oder national-dynastisches Denkmal
- Nationaldom (nie erbaut)
- Historisch-kulturelles Nationaldenkmal
- Nationaldenkmal der demokratisch konstituierten Nation
- Denkmal der nationalen Konzentration

Der Historiker Reinhard Alings beschreibt, dass ein Nationaldenkmal zunächst nur ein national-gedachtes Denkmal war, welches erst durch die öffentliche Auseinandersetzung seinen Anspruch umsetzen konnte. Dass ein Nationaldenkmal nicht „ist“, sondern „wird“, macht auch der wenig erforschte Umgang mit deutschen Symbolen deutlich. Diese Vielfalt im deutschen Raum zeigt auf, was „Nation“ alles sein konnte, denn weder vor 1871 noch danach hatte sich ein einheitliches Symbol durchgesetzt.
Die Denkmäler des 19. Jahrhunderts unterlagen der Grundidee, die monarchisch-dynastische Repräsentation und die neue nationale Identifikation zu symbolisieren. Entscheidend ist letztendlich der Anspruch, ein Nationaldenkmal zu sein, sowie die Reaktion der Öffentlichkeit, ob es ein Denkmal als Nationaldenkmal annimmt. Damit ist das Denkmal weniger von Äußerlichkeiten abhängig.
Durch die deutschen Nationaldenkmäler lassen sich viele Rückschlüsse auf das partikular- und gesamtstaatliche Nationalbewusstsein ziehen, da das Denkmal als Symbol der Nation auch als Symbol der nationalen Identität dient. Diese Denkmäler hatten die Funktion, die Öffentlichkeit patriotisch einzustimmen. Allerdings wurden die meisten Nationaldenkmäler weit entfernt von großen Ballungszentren errichtet. Eine Erklärung hierfür ist, dass sich kein wirklicher Mittelpunkt im deutschen Raum ausbildete. Somit erbaute man sie an „typisch deutschen“ Orten, womit die Nationaldenkmäler eine zunehmende mythische und geschichtliche Verklärung erfuhren.

## Voraussetzungen
Der Denkmalbau im 19. Jahrhundert wurde von einer Reihe von politischen und gesellschaftlichen Faktoren stark beeinflusst, z. B. durch die Aufklärung, den schwindenden Absolutismus, die Französische Revolution, die Befreiungskriege gegen Napoleon sowie das daraus resultierende Nationalbewusstsein in Deutschland. Standen bis zum ausgehenden 18. Jahrhundert die Verherrlichung von Ruhm, Macht und Rang im Mittelpunkt eines Denkmals, so veränderte die Aufklärung diese Denkmalsidee hin zu einer Patriotisierung und Moralisierung. Man wollte fortan nicht mehr die angeborene Stellung, sondern vielmehr die geleisteten Verdienste würdigen und die damit verbundene Vorbildfunktion. Dennoch konnte sich weiterhin auch das Fürstenmonument als ein Denkmal des Staates etablieren. Neben das herrschaftliche Interesse trat ein bürgerliches und nationales Interesse an allgemeiner Identifikation. Man verfolgte im Denkmalbau das Ziel der monarchisch-dynastischen Tradition, aber auch die selbstbestimmte nationale Identifikation. So waren die Denkmäler in der zweiten Hälfte des 19. Jahrhunderts nicht mehr ausschließlich Angelegenheit des Staates im Sinne der adeligen Obrigkeit, sondern breiter Volksschichten. Jede Stadt und jede Gemeinde wollte ein Denkmal besitzen, welches ihre Zugehörigkeit zum neuen Kaiserreich betonte. 
Demgegenüber nahmen auch andere Kunstformen und Bautraditionen Einfluss auf den Denkmalbau. Die unterschiedlichen Ausdrucksformen dienten dem Ziel, eine Erscheinung hervorzubringen, welche die gesamte Nation repräsentierte.
Die deutschen Nationaldenkmäler nehmen im Vergleich zu vielen anderen Ländern insofern eine Sonderrolle ein, als das Deutsche Reich im 19. Jahrhundert nicht auf eine lange nationalstaatliche Geschichte zurückblicken konnte. Um der jungen Nation Nationaldenkmäler zu schaffen, wurden verschiedene Informationen und Ideen zusammengetragen, um das Bild, welches man von der Nation hatte, zu bestätigen. Der Denkmalbau versuchte dabei, einen Bezug zur Vergangenheit zu schaffen, um die gegenwärtigen Verhältnisse zu legitimieren. 

## Die deutschen Nationaldenkmäler ab 1871
Mit der Reichsgründung erfuhr das historisch-kulturelle Denkmal der Bildungsnation einen Rückgang. Es war kein Platz mehr für Denkmäler, die nach der Einheit von Nation, Geist und Kultur verlangten. Es erfolgte hingegen eine politische Instrumentalisierung des Denkmals, wobei die Reichsgründung das beherrschende Thema war. Man bediente sich an unterschiedlichen Elementen wie z. B. dem Adler und dem Eichenlaub, um das schwer zu fassende, komplexe Reich darzustellen. Die Reichsgründung war nicht zeitlich gebunden, und sie wurde betrachtet als eine Erfüllung der gesamtdeutschen Geschichte. Der Fokus wurde dabei auf die Antike und das Mittelalter gelegt, z. B. beim Kyffhäuserdenkmal und beim Hermannsdenkmal. Die jüngste Vergangenheit, wie die Deutsche Revolution 1848/1849, wurde völlig außer Acht gelassen. Man versuchte vielmehr, durch das Anknüpfen an diese weit zurückliegende Vergangenheit eine Stabilisierung und Legitimierung herbeizuführen.

## Deutsche Nationaldenkmäler im Imperialismus
Die Stimmung im noch jungen Deutschen Reich änderte sich recht schnell, z. B. durch die Weltwirtschaftskrise von 1873. Um diesem Negativtrend entgegenzuwirken, nahm die Zahl der Monumente rapide zu; unter Kaiser Wilhelm II. kam es zu einem regelrechten Denkmalboom.
Mit dem Tod Wilhelms I. und der Entlassung Bismarcks entstand ein Bruch oberflächlicher Kontinuität im Reich. Um diesem Bruch entgegenzutreten, besann man sich im Denkmalbau auf die beiden „Gründer“ des Reiches, Wilhelm I. und Otto von Bismarck. Die Bismarckdenkmäler wurden dabei vom Volk deutlich besser angenommen als die Wilhelms I. Der Grund dafür war, dass Kaiser Wilhelm II., der durch seine Politik in die Kritik geriet, seinen Großvater dazu benutzte, um seine eigene Herrschaft zu festigen. Trotzdem erfolgte ein regelrechter Kaiser-Wilhelm-I.-Boom, der gigantische Denkmäler hervorbrachte, wie z. B. das Kyffhäuserdenkmal in Thüringen.